# Mariné Galstyan
Mariné Galstyan (în armeană Մարինե Գալստյան; n. 14 iunie 1980, Erevan, Republica Sovietică Socialistă Armeană, URSS) este o actriță de teatru și film italiană de origine armeană. 

## Biografie
Născută la Erevan în 1980, a studiat la Academia de Teatru și Cinema din Erevan, iar în 1999 a urmat un curs de studii la Academia de Stat de Teatru și Cinema, obținând diploma de absolvire a Facultății de Artă Teatrală în specialitatea regie. Din 2000 până în 2003 a condus programul de televiziune Parnas pe postul Armenia1, iar în 2002 a absolvit cursurile Centrului Municipal de Dans din Erevan.
În 2003 s-a mutat în Italia unde, în 2012, a fondat Associazione Culturale Italo-Armena („Asociația Culturală Italo-Armeană”) și compania de teatru InControVerso.
Mariné Galstyan vorbește limbile armeană, italiană, engleză și rusă și este căsătorită cu colegul ei Sargis Galstyan.

## Filmografie

### Filme de cinema
- Bella, regia Notre Dame De Paris (2003)
- T'amo e t'amerò, regia Arthur Vardanyan (2004)
- Il caso di Amati Malik, regia Emanuele Turbanti (2008)
- Miradas, regia Lorenzo Righini (2013)
- Coupe Fatale, regia Raffaele Totaro (2013)
- Il ragazzo della Giudecca, regia Alfonso Bergamo (2016)
- In the Same Garden, regia Ali Asgari (2016)
- Il resto con i miei occhi, regia Massimiliano Amato (2017)
- Corrida de Toros, regia Fabio Romani and Fabio Pollio (2021)

### Filme de televiziune
- Parnas (Armenia1, 2000–2003)
- Tutto il mondo è paese (2020), regia Giulio Manfredonia
- Un posto al sole (2020)[4]